# 寧徳市
寧徳市（ねいとく-し）は中華人民共和国福建省に位置する地級市。

## 地理
福建省の東北部に位置し、福州市・南平市・浙江省温州市に接する。
市内の白水洋、太姥山と白雲山は「寧徳ユネスコ世界ジオパーク」に指定される。

## 歴史
1999年11月14日に地級市として寧徳市が成立した。

## 行政区画
1市轄区・2県級市・6県を管轄する。
- 市轄区：
  - 蕉城区
- 県級市：
  - 福安市・福鼎市
- 県：
  - 霞浦県・古田県・屏南県・周寧県・寿寧県・柘栄県

| 寧徳市の地図                                                   |
| -------------------------------------------------------------- |
| 蕉城区 霞浦県 古田県 屏南県 寿寧県 周寧県 柘栄県 福安市 福鼎市 |

### 年表
この節の出典

#### 福安専区
- 1949年10月1日 - 中華人民共和国福建省福安専区が成立。寧徳県・福鼎県・霞浦県・福安県・寿寧県・周寧県・柘栄県が発足。(7県)
- 1955年8月4日 - 浙江省温州専区平陽県の一部が福鼎県に編入。(7県)
- 1956年3月26日 - 閩侯専区長楽県・連江県・羅源県を編入。(10県)
- 1956年7月9日 (8県)
  - 周寧県が寿寧県・寧徳県に分割編入。
  - 柘栄県が福安県に編入。
- 1957年3月7日 - 寿寧県・寧徳県の各一部が合併し、周寧県が発足。(9県)
- 1959年7月1日 - 南平専区松渓県・政和県を編入。(11県)
- 1959年8月1日 - 長楽県・連江県が閩侯専区に編入。(9県)
- 1960年8月15日 - 松渓県・政和県が合併し、松政県が発足。(8県)
- 1961年8月16日 - 福安県の一部が分立し、柘栄県が発足。(9県)
- 1962年5月22日 - 羅源県が福州市に編入。(8県)
- 1962年12月15日 - 松政県が分割され、松渓県・政和県が発足。(9県)
- 1970年2月17日 (10県)
  - 閩侯専区連江県・屏南県・古田県・羅源県を編入。
  - 松渓県・政和県が南平専区に編入。
  - 柘栄県が福安県・福鼎県に分割編入。
  - 福州市郊区の一部が連江県に編入。
- 1971年6月17日 - 福安専区が寧徳地区に改称。

#### 寧徳地区
- 1971年6月17日 - 福安専区が寧徳地区に改称。(10県)
- 1974年12月6日 - 福安県・福鼎県の各一部が合併し、柘栄県が発足。(11県)
- 1975年7月10日 - 連江県の一部が福州市北峰区と合併し、福州市郊区となる。(11県)
- 1983年4月28日 - 連江県・羅源県が福州市に編入。(9県)
- 1988年10月4日 - 寧徳県が市制施行し、寧徳市となる。(1市8県)
- 1989年11月13日 - 福安県が市制施行し、福安市となる。(2市7県)
- 1995年10月13日 - 福鼎県が市制施行し、福鼎市となる。(3市6県)
- 1999年11月14日 - 寧徳地区が地級市の寧徳市に昇格。

#### 寧徳市
- 1999年11月14日 - 寧徳地区が地級市の寧徳市に昇格。(1区2市6県)
  - 寧徳市が区制施行し、蕉城区となる。

## 経済
- 寧徳時代新能源科技 - 世界最大手の車載電池メーカーであり、本社は同市にある。
- 寧徳原子力発電所

## 交通

### 鉄道

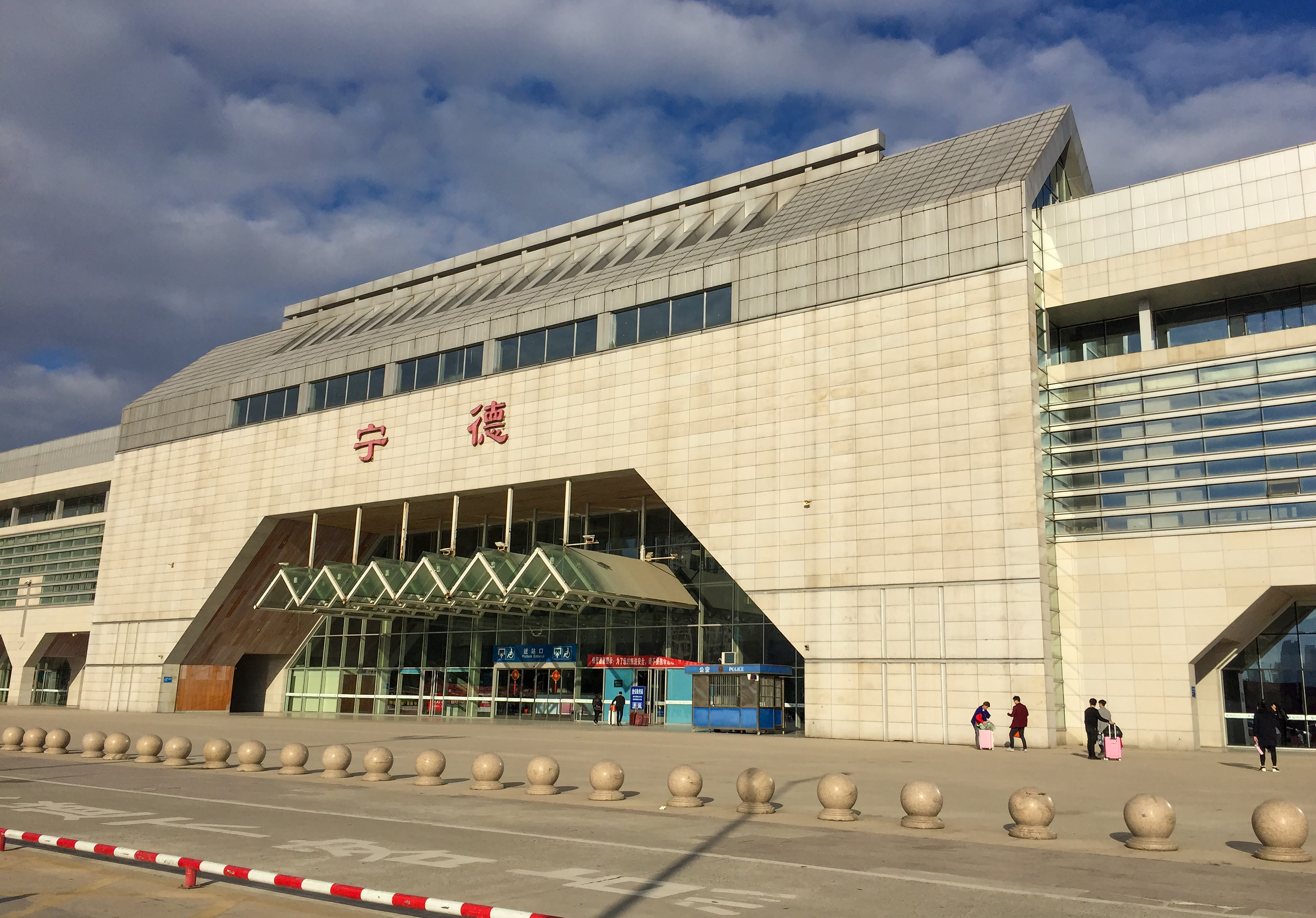
寧徳駅

- 中国国家鉄路集団
  - 合福旅客専用線
  - 温福線
  - 峰福線（中国語版）
  - 衢寧線（中国語版）

### 道路

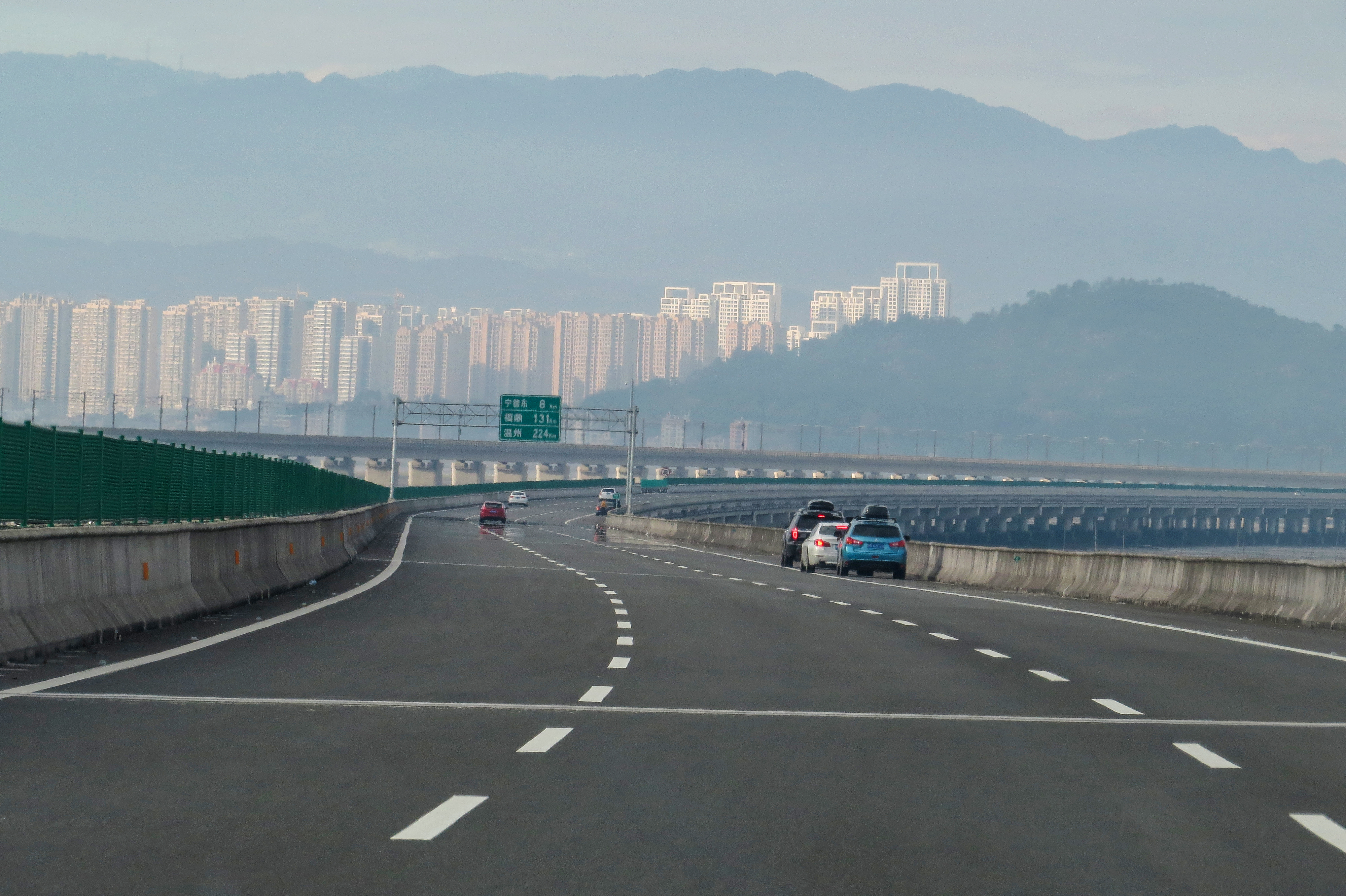
甬莞高速道路 寧徳浜海特大橋

- 高速道路
  -  京台高速道路
  -  瀋海高速道路
  -  寧上高速道路（中国語版）
  -  甬莞高速道路（中国語版）
  -  溧寧高速道路（中国語版）
  -  政永高速道路（中国語版）
- 国道
  - G104国道（中国語版）
  - G228国道
  - G235国道（中国語版）
  - G237国道（中国語版）
  - G316国道（中国語版）
  - G353国道（中国語版）